# Villa Elisabeth (Radebeul)
Die Villa Elisabeth, ehemals Villa Goethe nach der ebenfalls anliegenden Goethestraße, steht in der Clara-Zetkin-Straße 11 in der Gemarkung Radebeul der sächsischen Stadt Radebeul. Sie wurde 1899/1902 errichtet.

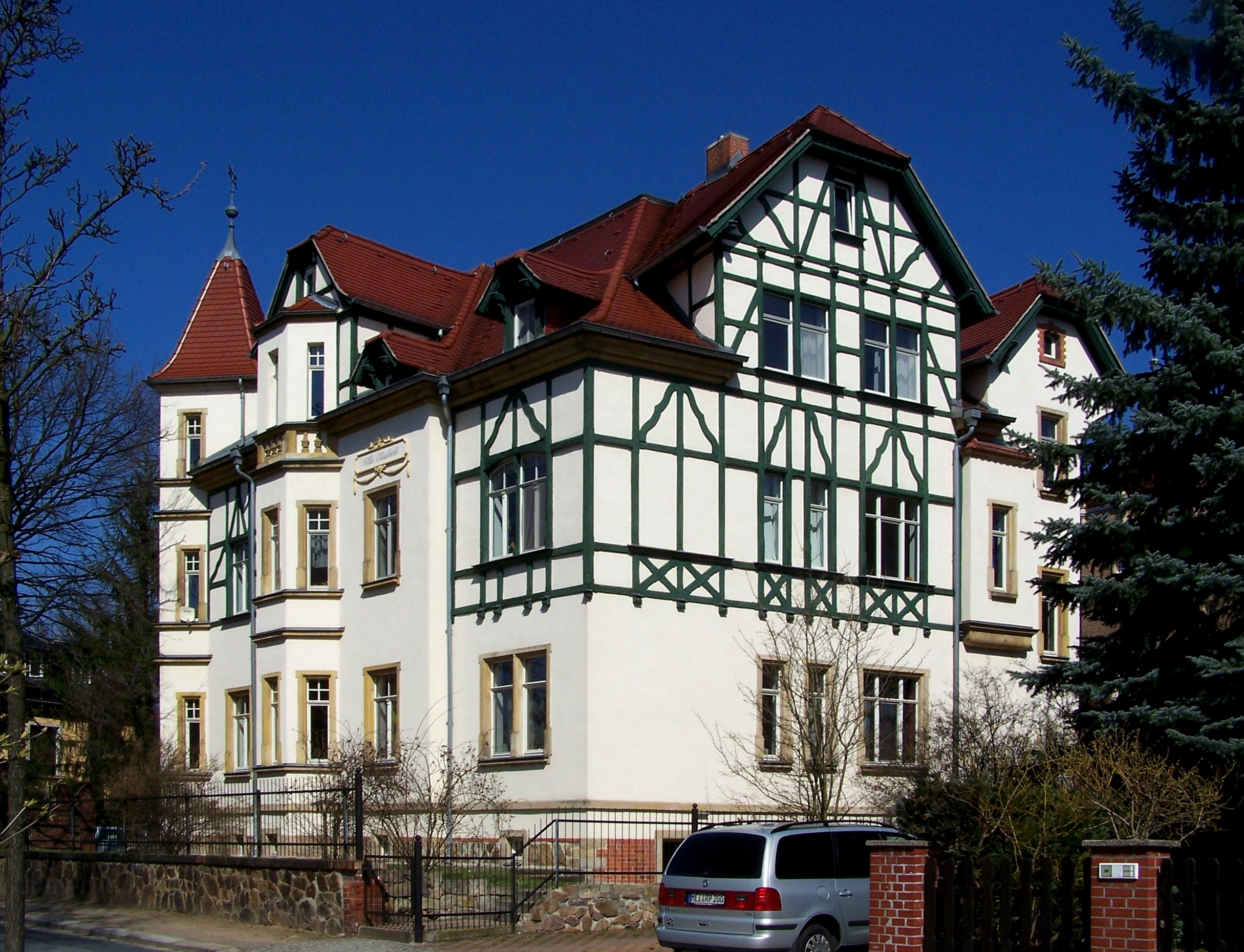
Villa Elisabeth

## Beschreibung
Das mitsamt Einfriedung unter Denkmalschutz stehende, „villenartige Mietshaus“ liegt auf einem Eckgrundstück zur Goethestraße. Das zweigeschossige Wohnhaus hat unterschiedlich ausgebildete Fassaden, einen Sockel aus Bruch- und Ziegelsteinen sowie ein hohes, abgeplattetes Ziegel-Walmdach, das ausgebaut ist.
Zur Straßenkreuzung steht ein um 45° gedrehter, dreigeschossiger Eckturm mit einem Spitzhelm, ähnlich einem steilen Zeltdach, das sich unten leicht abflacht. Dieser war ursprünglich wohl eine Haube mit Laterne. In der links davon befindlichen Hauptansicht zur Clara-Zetkin-Straße steht ein Risalit mit Sparrengiebel und Zierfachwerk. Links davon steht eine zweigeschossige Veranda.
In der Straßenansicht zur Goethestraße steht ein dreigeschossiger, polygonaler Standerker, der durch einen Krüppelwalm bedacht wird. Weiter recht schließt sich die Schmalseite eines Risalits an, der in der rechten Nebenansicht zur Straße hin steht. Dieser wird im Obergeschoss und im Giebel ebenfalls durch Zierfachwerk geschmückt und durch ein Krüppelwalmdach abgeschlossen. Daneben findet sich ein Treppenhausturm mit versetzten Schmalfenstern.
Die Fassaden des Putzbaus werden durch Sandsteingliederungen und Zierfachwerk betont, die rechteckigen Fenster werden durch Sandsteingewände eingefasst.